# Chairman of the Board (film)
 (juin 2024).
Si vous disposez d'ouvrages ou d'articles de référence ou si vous connaissez des sites web de qualité traitant du thème abordé ici, merci de compléter l'article en donnant les références utiles à sa vérifiabilité et en les liant à la section « Notes et références ».
Pour plus de détails, voir Fiche technique et Distribution.
Chairman of the Board est un film américain réalisé par Alex Zamm, sorti en 1998.

## Fiche technique
- Titre original : Chairman of the Board
- Réalisation : Alex Zamm
- Scénario : Al Septien, Turi Meyer et Alex Zamm
- Musique : Chris Hajian
- Pays d'origine :  États-Unis
- Sociétés de production : Trimark Pictures et 101st Street Films
- Genre : Comédie
- Durée : 95 minutes
- Date de sortie : 13 mars 1998

## Distribution
- Carrot Top : Edison
- Courtney Thorne-Smith : Natalie Stockwell
- Larry Miller : Bradford McMillan
- Raquel Welch : Grace Kosik
- Mystro Clark : Ty
- Jack Plotnick : Zak
- Jack Warden : Armand McMillan
- Estelle Harris : Mme Krubavitch
- Bill Erwin : Landers
- M. Emmet Walsh : Freemont
- Jack McGee : Harlan Granger
- Glenn Shadix : Larry
- Fred Stoller : Toby, le garde de la porte McMillan
- Taylor Negron : M. Withermeyer
- Jack Riley : le patron du préservatif
- Rance Howard : le révérend Hatley
- Mark Kriski : le présentateur d'actualités
- Cindy Margolis : l'instructrice de tennis
- Butterbean : l'agent de sécurité du musée
- Little Richard : lui-même

## Distinctions
- 2 nominations aux Razzie Awards en 1999 :
  - Pire second rôle féminin (Raquel Welch)
  - Pire révélation (Carrot Top)